# Протесилай
Протесилай (иногда Протезилай, др.-греч. Πρωτεσίλαος) — персонаж древнегреческой мифологии, сын Ификла и Диомедеи (или Астиохи), брат Подарка, внук Эолида Филака, участвовавший в троянской войне. Царь Филаки. По версии, его звали Иолай, но он был прозван Протесилаем (Πρωτεσί-λαος — 'первый от народа'), когда погиб. Упомянут в «Илиаде» (II 708).
Жених Елены. Его женой была Лаодамия (либо, согласно «Киприям», Полидора, дочь Мелеагра).
Он прибыл под Трою из Фессалийской Филаки и привел под Трою 40 кораблей.
Известен тем, что при высадке греков на Азиатский берег первый сошёл на землю с корабля, убил немалое число варваров (согласно Гигину, убил 4 известных воинов), но также первым из греков пал в первом сражении от руки Гектора (либо убит Энеем, либо Евфорбом, либо Ахатом).
Когда Лаодамия узнала о смерти мужа, она обратилась с мольбой к богам, чтобы они вернули ей мужа хоть на 3 часа. Боги согласились, и Гермес привел Протесилая на землю; затем, когда наступило время уходить в подземное царство, Лаодамия решилась идти на смерть вместе с ним. В Элеунте, на Фракийском Херсонесе, он имел свой героон и известный оракул; в Филаке существовало в честь его святилище и погребальные игры.
При возвращении из-под Трои людей Протесилая море отнесло к Пеллене близ долины Канастра. По другому рассказу, сам Протесилай пережил войну и с пленницей Этиллой высадился у Паллены, где основал город Скиону.

## Посмертный культ
Похоронен около Мазусии. Ему посвящён город Элеунт в Херсонесе Фракийском, у его могилы росли высокие вязы. Отомстил персу Артаикту.
Изображен на картине Полигнота в Дельфах. Действующее лицо трагедии Софокла «Пастухи», трагедии Еврипида «Протесилай», комедии Анаксандрида «Протесилай», трагедии Пакувия «Протесилай» (?), трагедии Гелиодора Афинского (I в. до н. э.) «Протесилай», сатировской драмы Гармодия из Тарса (I в. до н. э.), романа Г. Л. Олди «Герой должен быть один».